# مانساکو ایتامی
مانساکو ایتامی (انگلیسی: Mansaku Itami; ۲ ژانویهٔ ۱۹۰۰ – ۲۱ سپتامبر ۱۹۴۶) کارگردان فیلم، فیلم‌نامه‌نویس اهل ژاپن بود.